# Pont du Diable (Schöllenen)
Pour les articles homonymes, voir Pont du Diable.
Le pont du Diable (en allemand : Teufelsbrücke) est un pont en pierre — ou plus précisément trois ponts en pierre s’étant succédé au même endroit — dans le canton d'Uri en Suisse. Situé sur la route du col du Saint-Gothard, il enjambe les gorges des Schöllenen où coule la Reuss.

## Toponymie
Autrefois, un sentier en escalier creusé dans la roche partait du Bäzberg et descendait jusqu'aux gorges de Schöllenen. L'endroit où il pénètre dans les gorges s'appelle Steiglen, ce qui correspond au mot latin scalineae (« escalier ») et au mot romanche scalina, à l'origine du nom Schöllenen.

## Histoire
Les gorges dans leur partie amont constituaient un obstacle redoutable. Au début du XIIIe siècle, un cheminement y a été ouvert à l’aide de passerelles suspendues  par des chaînes et un pont en bois datant de 1230.
En 1595, le pont en bois a été remplacé par un pont en pierre, nommé pont du Diable. Une réplique de ce premier pont en pierre se trouve depuis 1837 au parc Klein-Glienicke (de) à Berlin.
Au cours de la guerre de la deuxième coalition, en 1799, la région des gorges des Schöllenen fut le théâtre de combats entre les troupes napoléoniennes sous le commandement du général Claude-Jacques Lecourbe et les troupes russes commandées par le général Alexandre Souvorov. Le pont du Diable fut alors gravement endommagé et rendu impraticable. À proximité du pont, le mémorial de Souvorov a été érigé en 1899 en souvenir de la bataille.

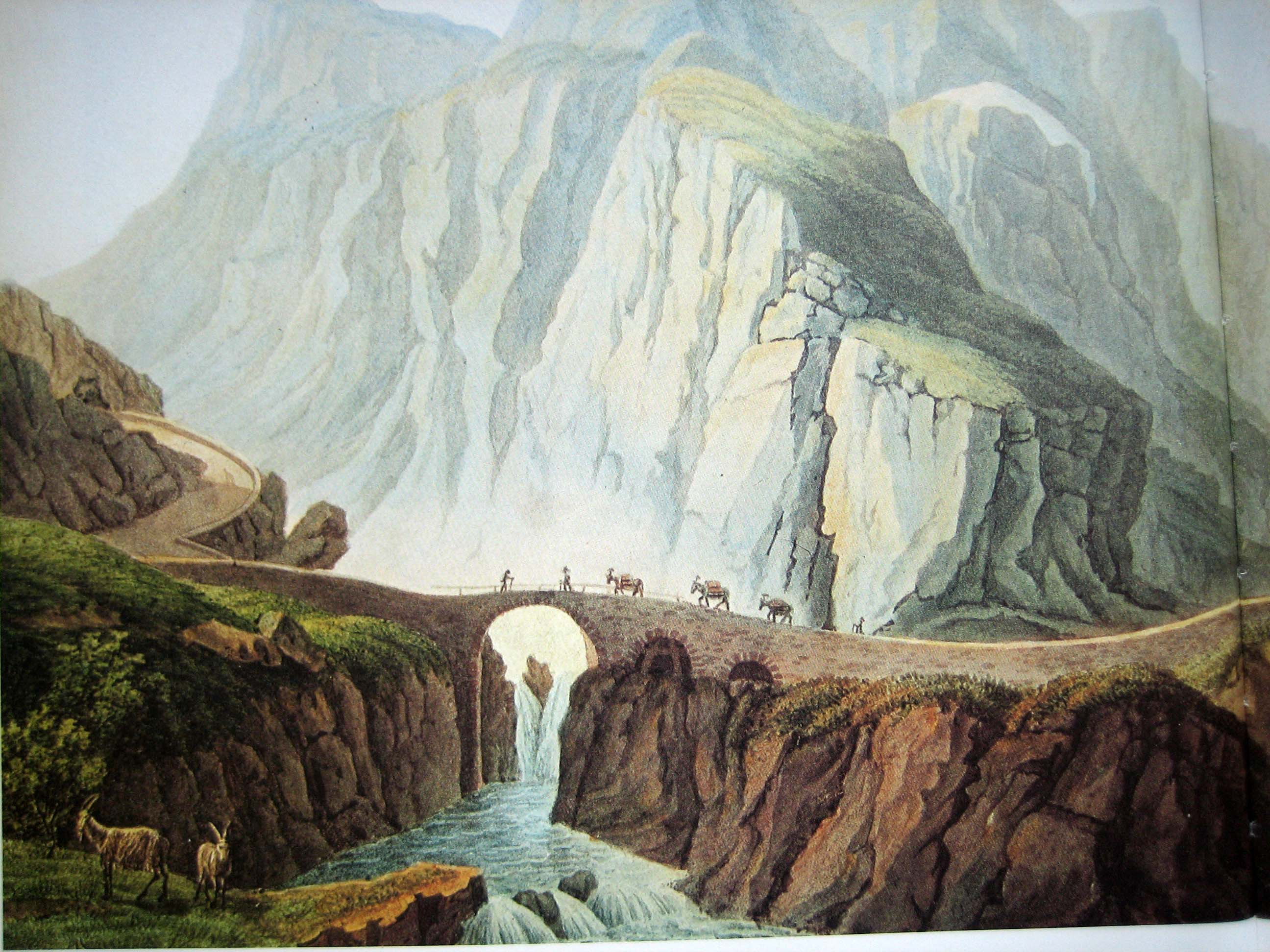
Le premier pont du Diable.
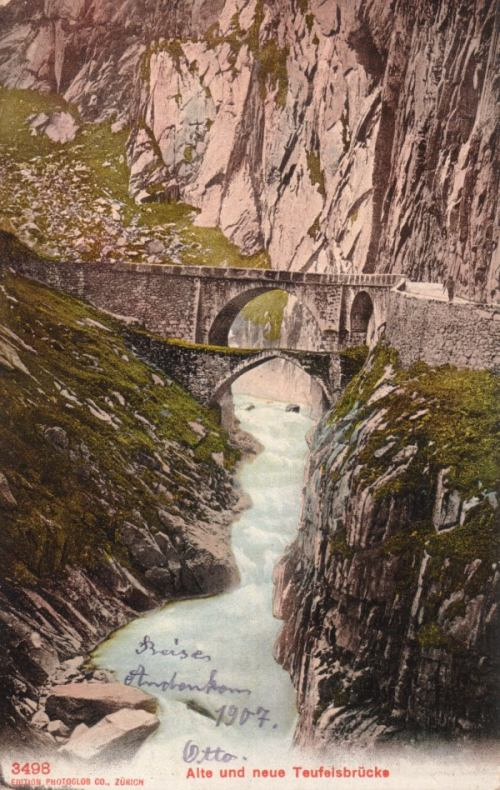
Les premier et deuxième ponts sur une carte postale au milieu du XIXe siècle.
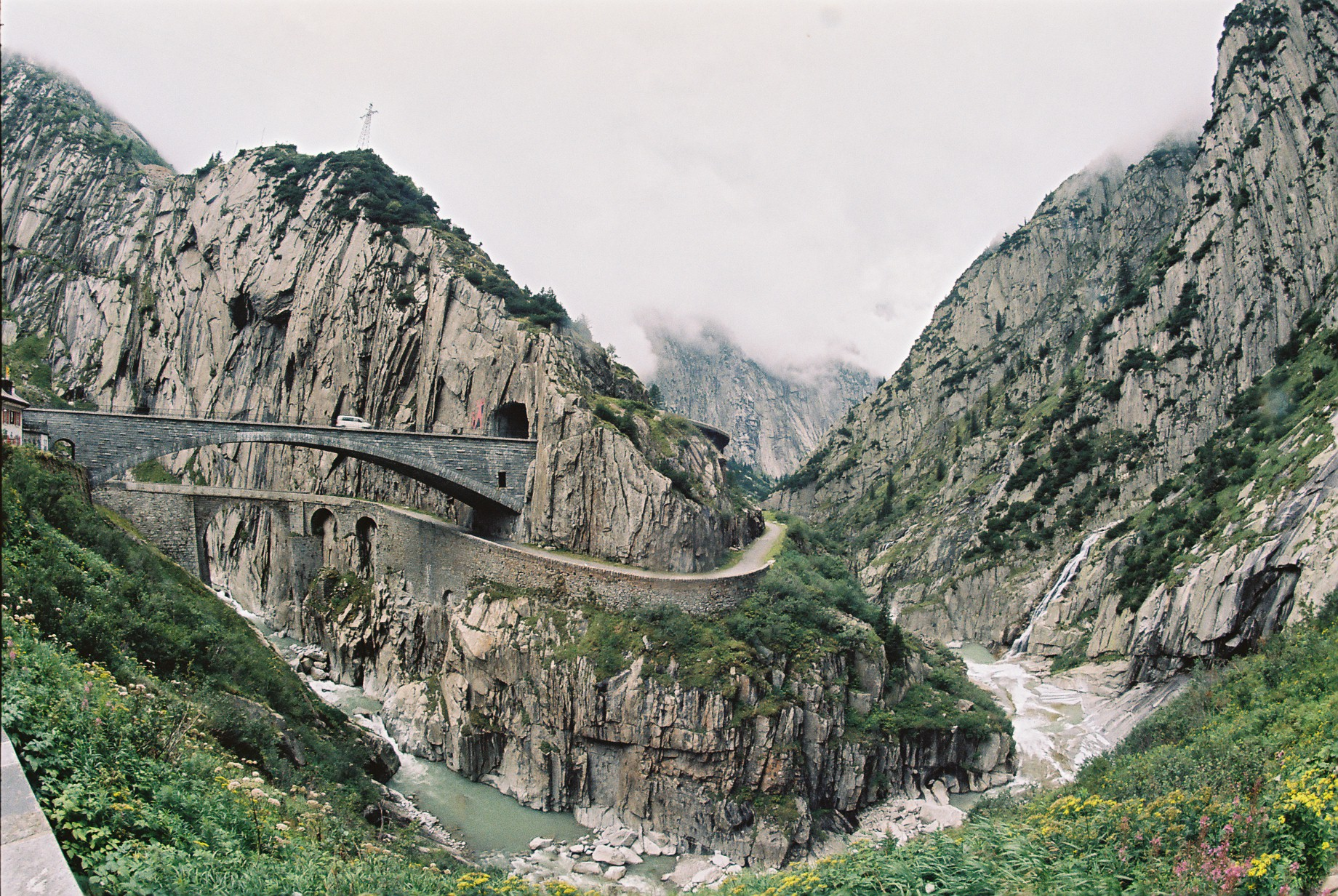
Les deuxième et troisième ponts et leur environnement immédiat.

Après les guerres de coalitions, les difficultés économiques régnaient dans le canton d'Uri. Faute de moyens, le pont et le sentier ne pouvaient plus être rénovés et le trafic vers le sud s’est de plus en plus détourné vers le col du Splügen. C’est seulement en 1820 qu’un contrat a pu être établi pour la construction d’un deuxième pont, lequel sera achevé en 1830, après dix ans de travaux.
Après l’achèvement du deuxième pont, le premier pont est laissé à l’abandon. Il s’effondrera finalement le 2 août 1888. Sur la rive gauche, ses fondations sont encore visibles.
Au milieu du XXe siècle, le deuxième pont devenant trop étroit au vu du trafic toujours croissant, un troisième pont, plus large, prolongé d’un tunnel, a été construit à proximité entre 1955 et 1956.

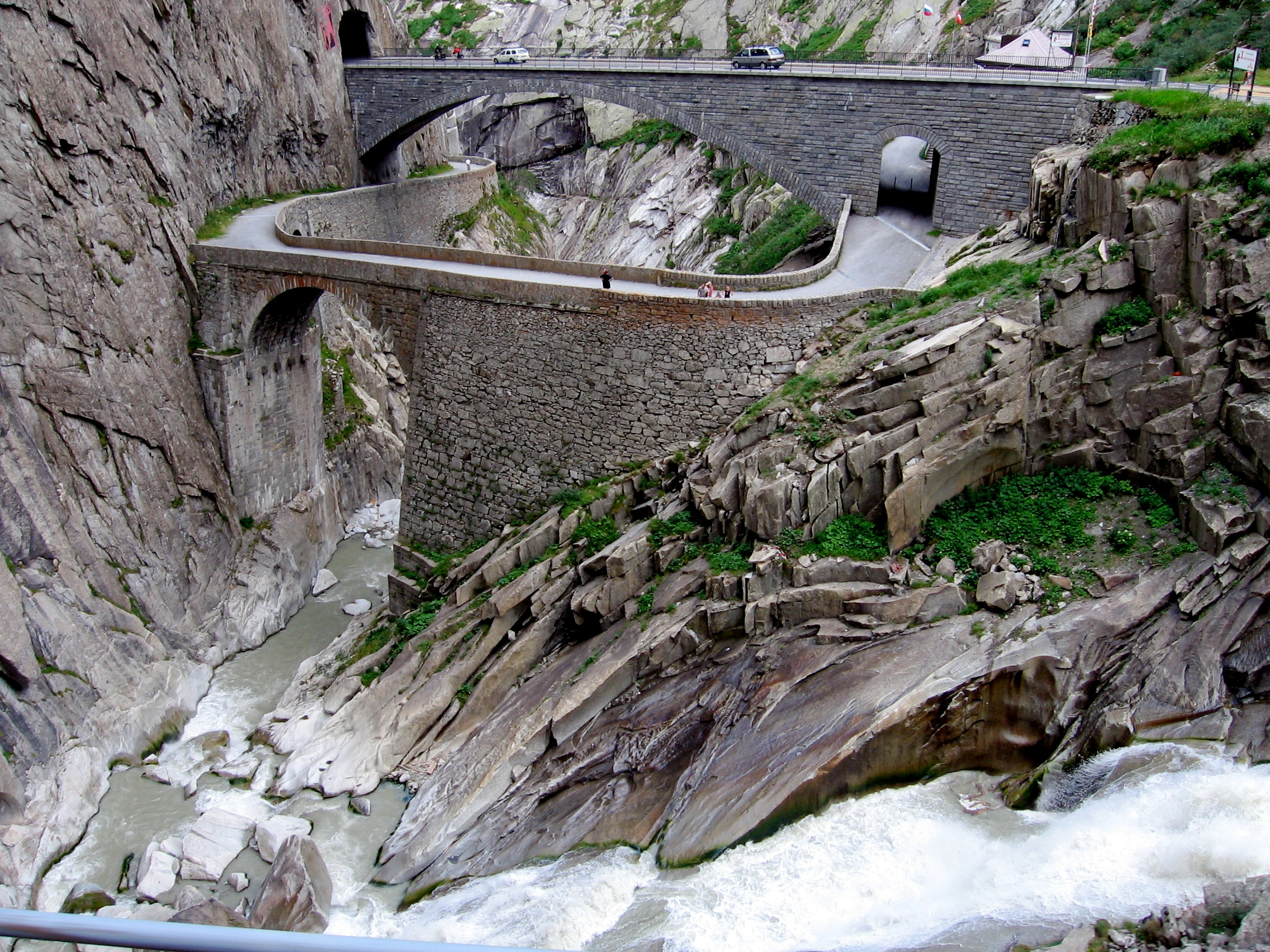
Vue des deuxième et troisième ponts depuis l’ouest.
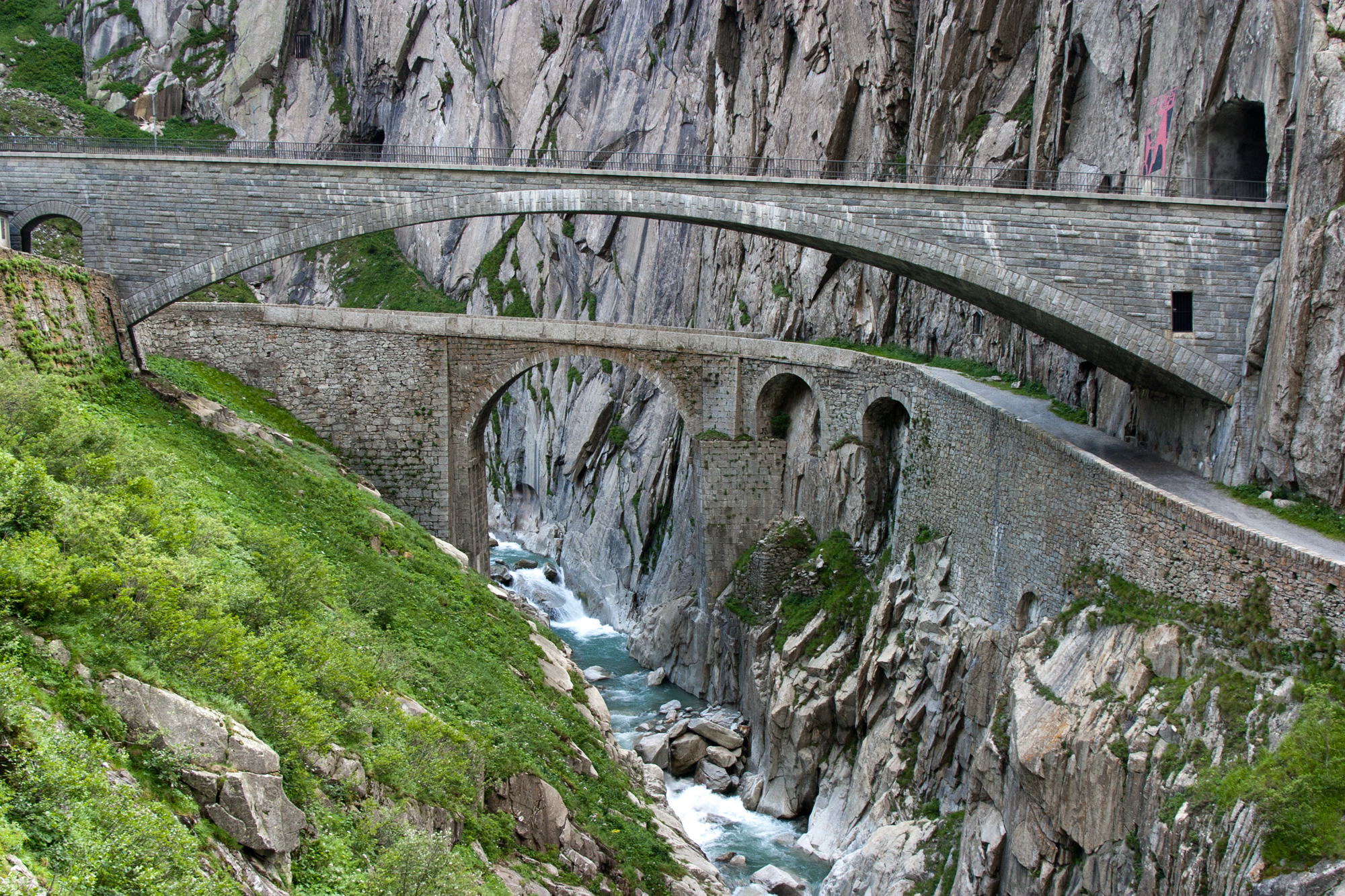
Le deuxième et le troisième pont du Diable en 2004.

## Les trois ponts du Diable

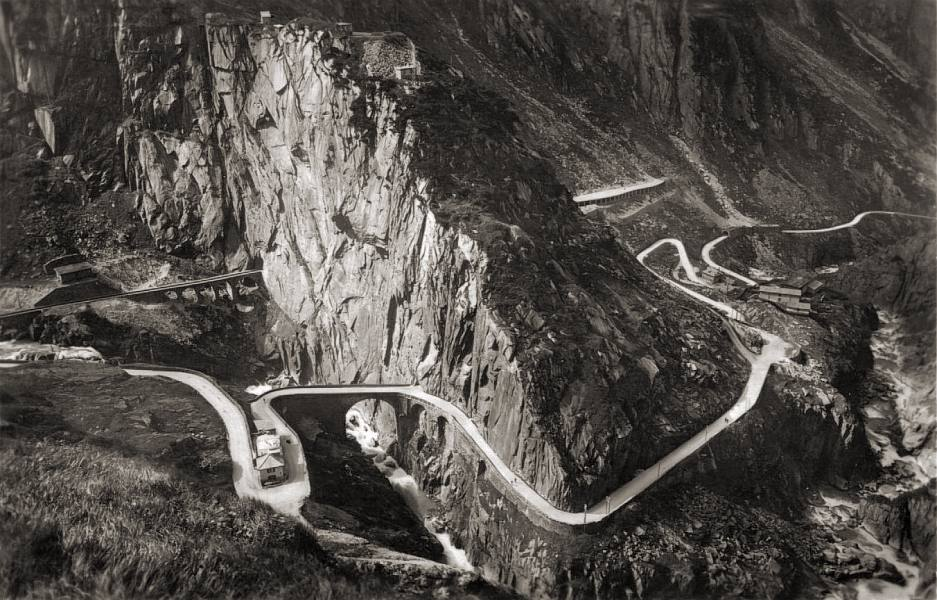
Les Schöllenen, en 1934. Au premier plan, le deuxième pont (1830) et, plus au fond, la voie de chemin de fer et le viaduc ferroviaire de la Schöllenenbahn.
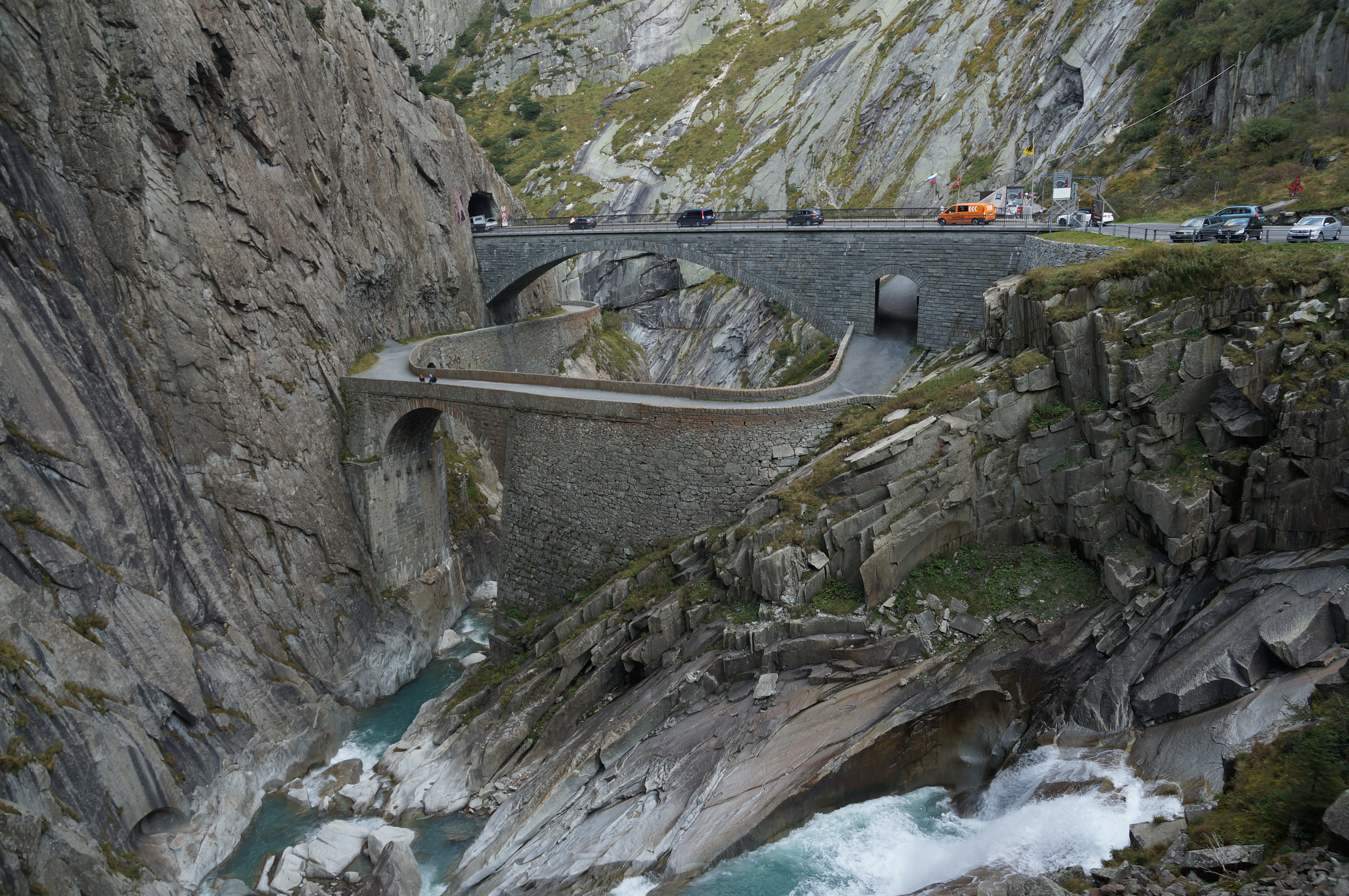
Le point clé, vu en 2016 : au plus étroit de la gorge, le deuxième pont (1830) et le troisième (1958).

### Passerelle médiévale de Twärren (vers 1230-1707)

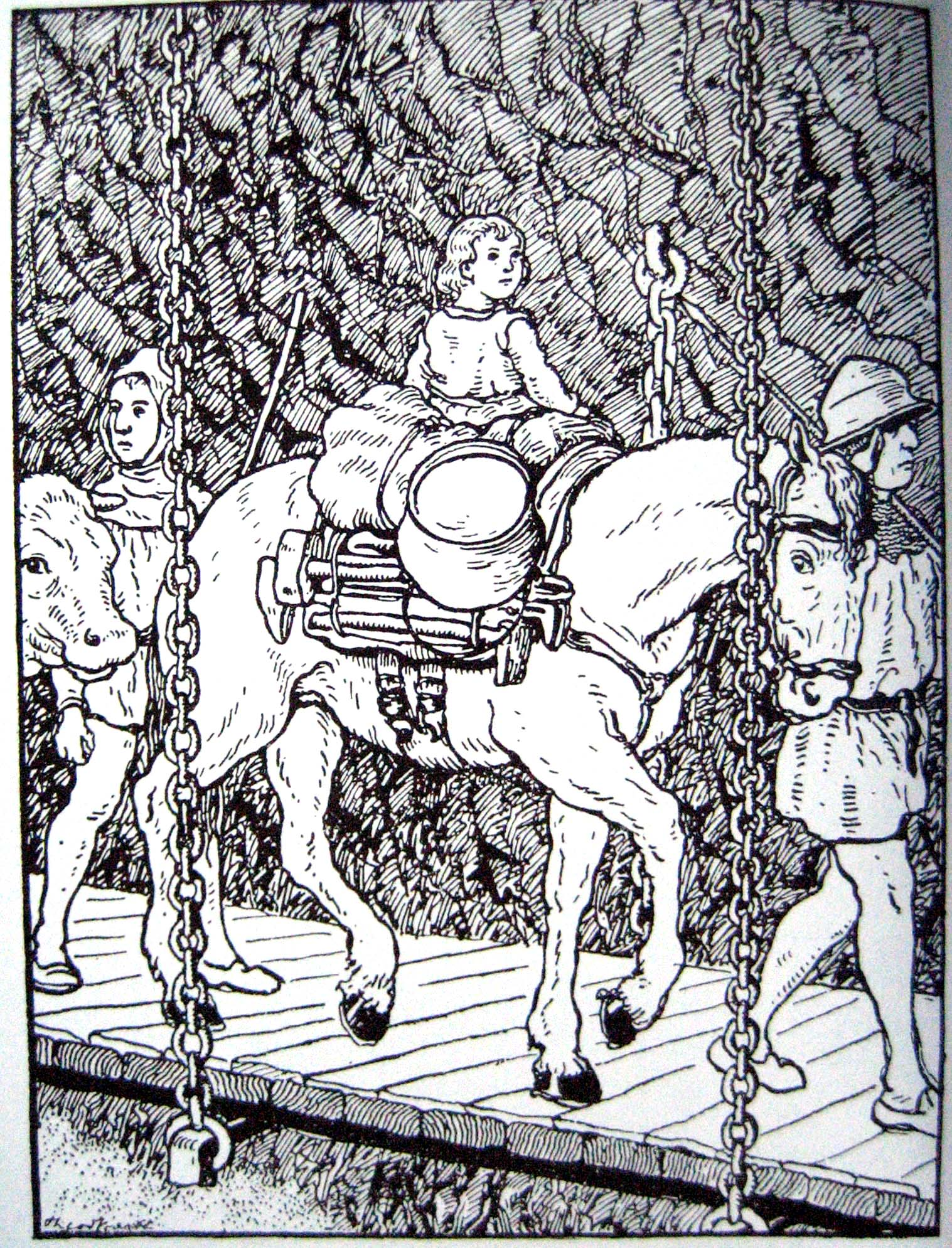
La passerelle médiévale de Twärren.

Avant la construction du premier pont sur la Reuss, il fallut d'abord aménager la vallée des Schöllenen. La roche dure, presque verticale, descendant dans la Reuss, rendant impossible la construction d'un chemin stable, la tradition raconte qu'un forgeron de Göschenen ou d'Andermatt eut l'idée, vers 1220, d'attacher des chaînes à la paroi rocheuse du Chilchberg, d'où pendaient des poutres de soutien. Des planches furent posées sur ces traverses, formant ainsi le pont. Une autre théorie concernant la construction de la passerelle affirme que des traverses, situées dans des niches creusées, étaient tendues de rocher en rocher, soutenant les planches constituant le chemin.
Il est concevable que des Walser aient joué un rôle important dans la construction du chemin traversant les Schöllenen. On suppose qu'ils possédaient des compétences techniques acquises dans la construction du genre de canalisation à flanc de montagne appelé bief ou bisse (Suone en allemand) et d'ouvrages de voirie dans les vallées escarpées du Valais.
Il n'existe pas de consensus sur la date exacte de ce premier aménagement, mais la première description conservée d'un voyage par le Saint-Gothard, datée de 1234, est due au chanoine et abbé de Brême Albert von Stade.
Le pont ou passerelle de Twärren, long de 60 m, exista jusqu'en 1707. Son nom lui vient des poutres horizontales en bois sur lesquelles passait le chemin. On l'appelle souvent stiebender Steg (la « passerelle en surplomb »), mais ce nom est aussi celui que l'on donne parfois au premier pont de pierre

### Premier pont du Diable (1595)

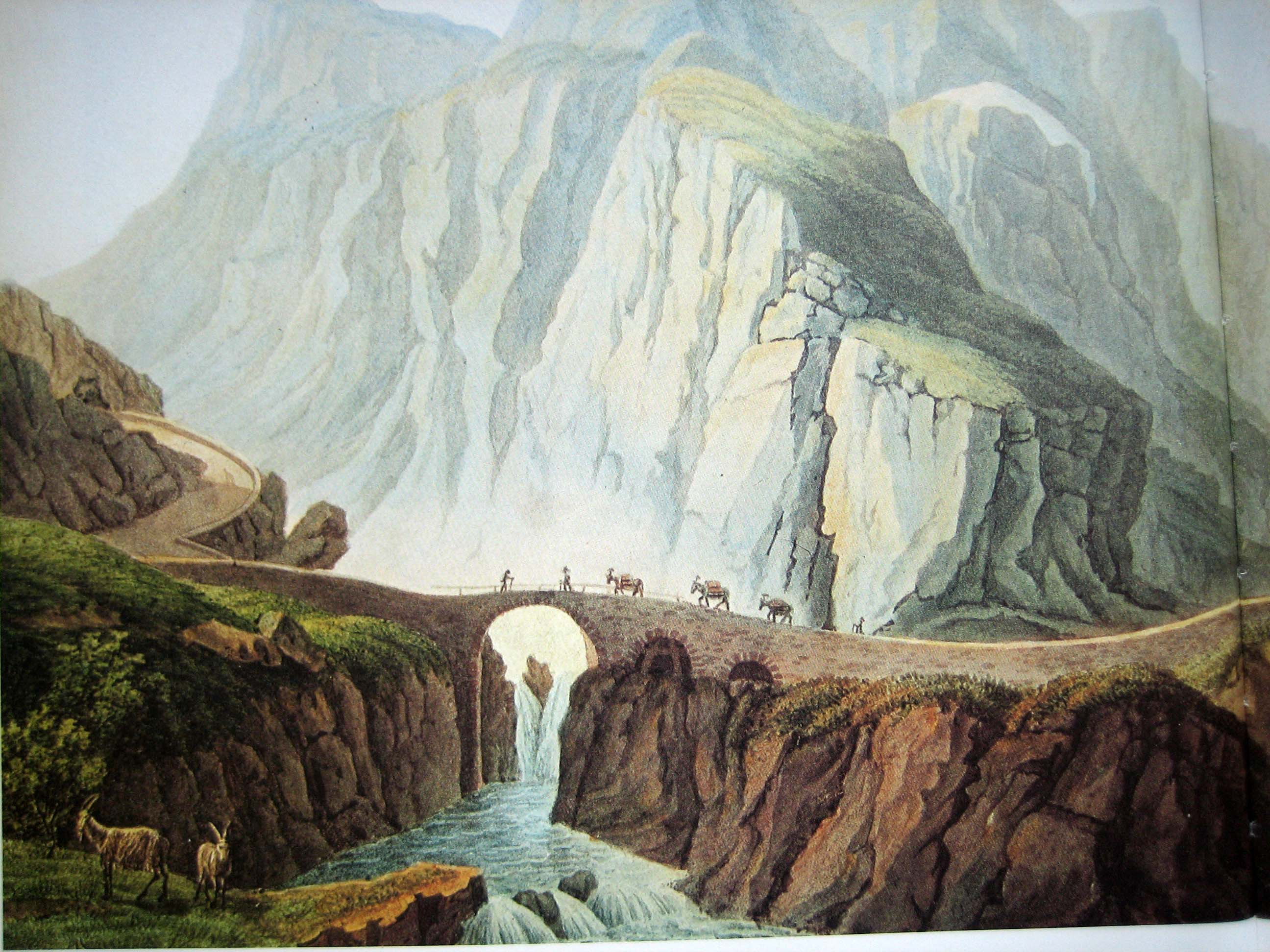
Le premier pont du Diable (1595).

La passerelle en bois fut remplacée en 1595 par un premier pont de pierre plus solide qui, laissé à l'abandon après l'achèvement du second pont en 1830, finit par s'effondrer le 2 août 1888. Ses fondations sont encore visibles sur la rive nord de la rivière.

### Premier tunnel: le trou d'Uri (Urnerloch, 1708)
Cependant, le pont et la passerelle avaient été endommagés à plusieurs reprises par les eaux de la Reuss – en 1707, une importante crue emporta le pont de Twärren –, et on chercha un autre moyen de passage dans la gorge. Un document existe encore aujourd'hui : « Après qu'un torrent d'eau eut emporté ce qui restait des charpentes, il fut décidé, avec l'intervention de nos gracieux seigneurs d'Uri, de percer le Gählingenberg, afin d'épargner à l'avenir le coût considérable de ces bois. »
Le 20 septembre 1707, Pietro Morettini, ingénieur des fortifications originaire de Cerentino, dans la Valle Maggi, élève de l'ingénieur et architecte français Vauban, fut chargé de construire une nouvelle route à travers la roche vive. Les travaux devaient commencer dans les deux semaines et être achevés de manière à ouvrir un passage libre et sans entrave au plus tard au printemps 1709. Le contrat fut signé par Morettini et par Johannes Russi, maire de la vallée d'Urssern.
À la surprise générale, le tunnel, long de 64 mètres, premier tunnel de grande longueur sur une route alpine, fut achevé après seulement onze mois de travaux, vers le 15 août 1708. L'ingénieur avait dû faire face à une météo imprévisible. Selon le contrat, le coût de l'opération aurait dû être de 1 680 thalers français, mais il atteignit 3 080 thalers. Les habitants d'Uri s'acquittèrent de cette somme et furent pour cela autorisés à augmenter les péages jusqu'à ce que les dépenses soient couvertes.

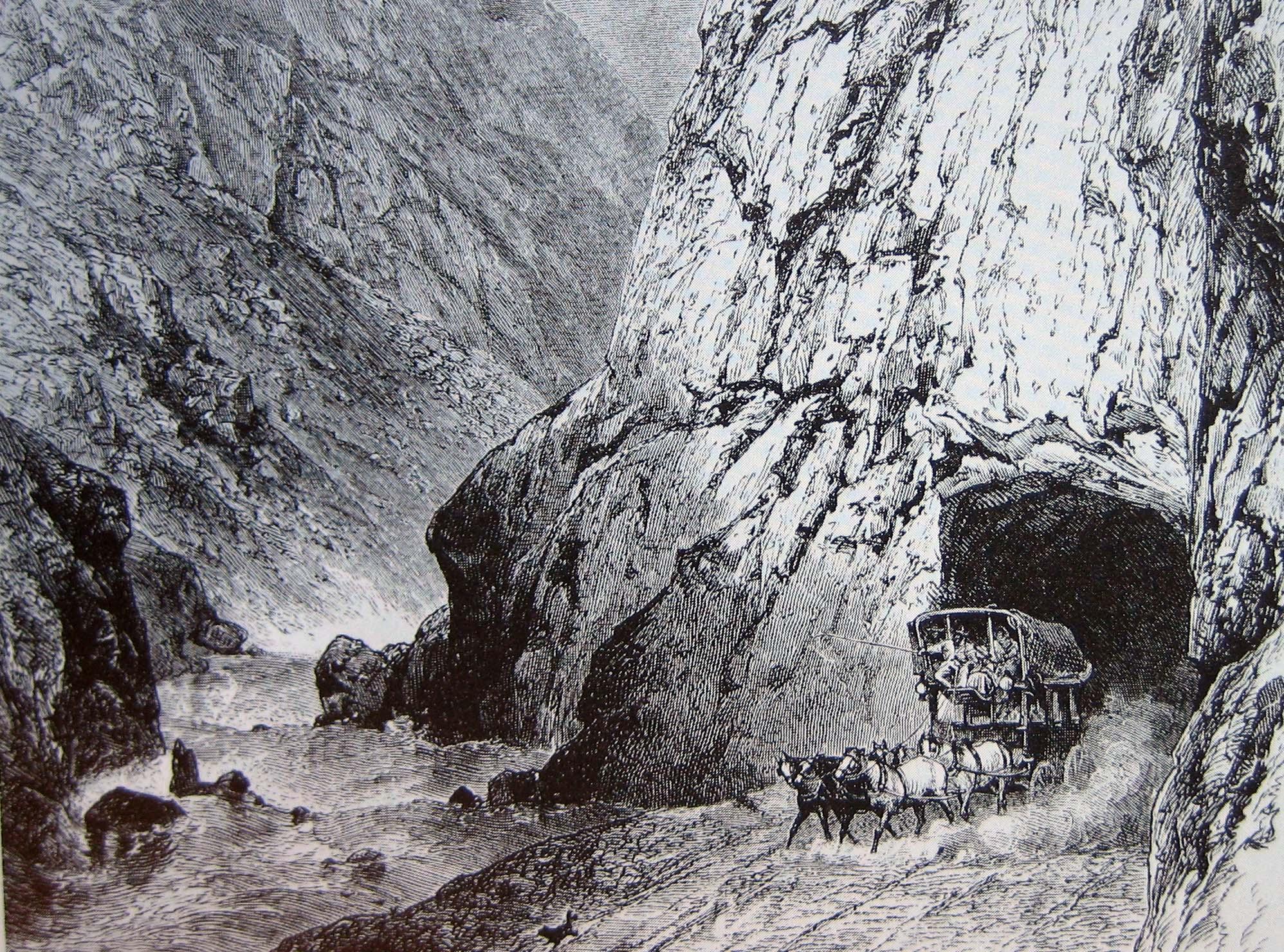
Une diligence devant le tunnel de l'Urnerloch.
Un convoi de traîneaux d'une compagnie ferroviaire dans l'Urnerloch glacé (1914-1918).

### Deuxième guerre de coalition (1799)

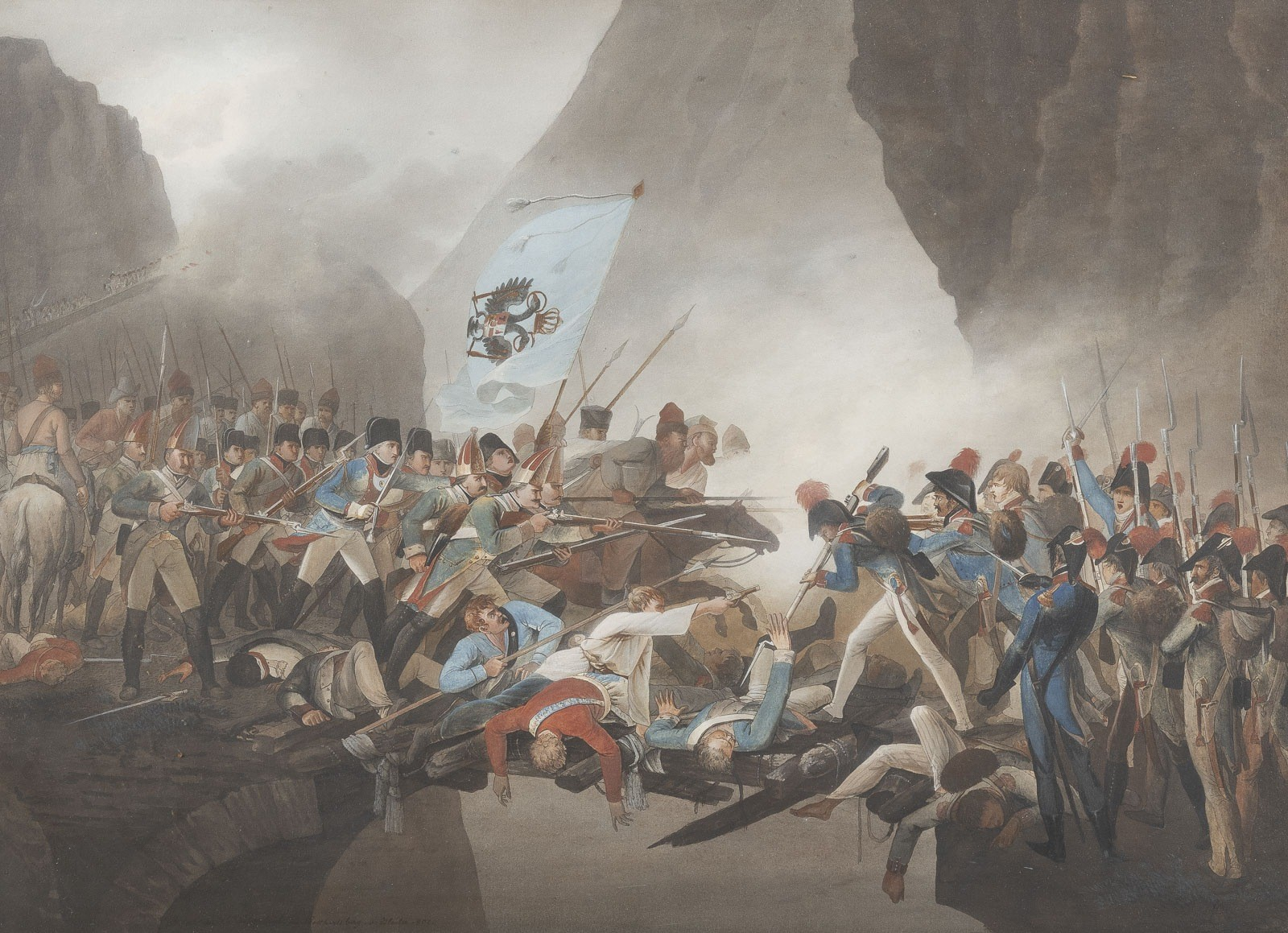
Bataille des Russes (à gauche) contre les Français (à droite) sur le Pont du Diable.

Pendant la guerre de la Seconde Coalition, des combats eurent lieu le 25 septembre 1799 dans la région des gorges de Schöllenen entre les troupes napoléoniennes de Claude Jacques Lecourbe (1758-1815) et les troupes russes commandées par le maréchal Alexandre Souvorov. Le premier pont du Diable fut gravement endommagé et rendu impraticable. Ce n'est que plus de trente ans plus tard que le second pont du Diable fut construit pour le remplacer.
Près du pont du Diable se dresse le monument Souvorov, érigé en 1898, qui commémore la bataille.

### Deuxième pont du Diable (1830)

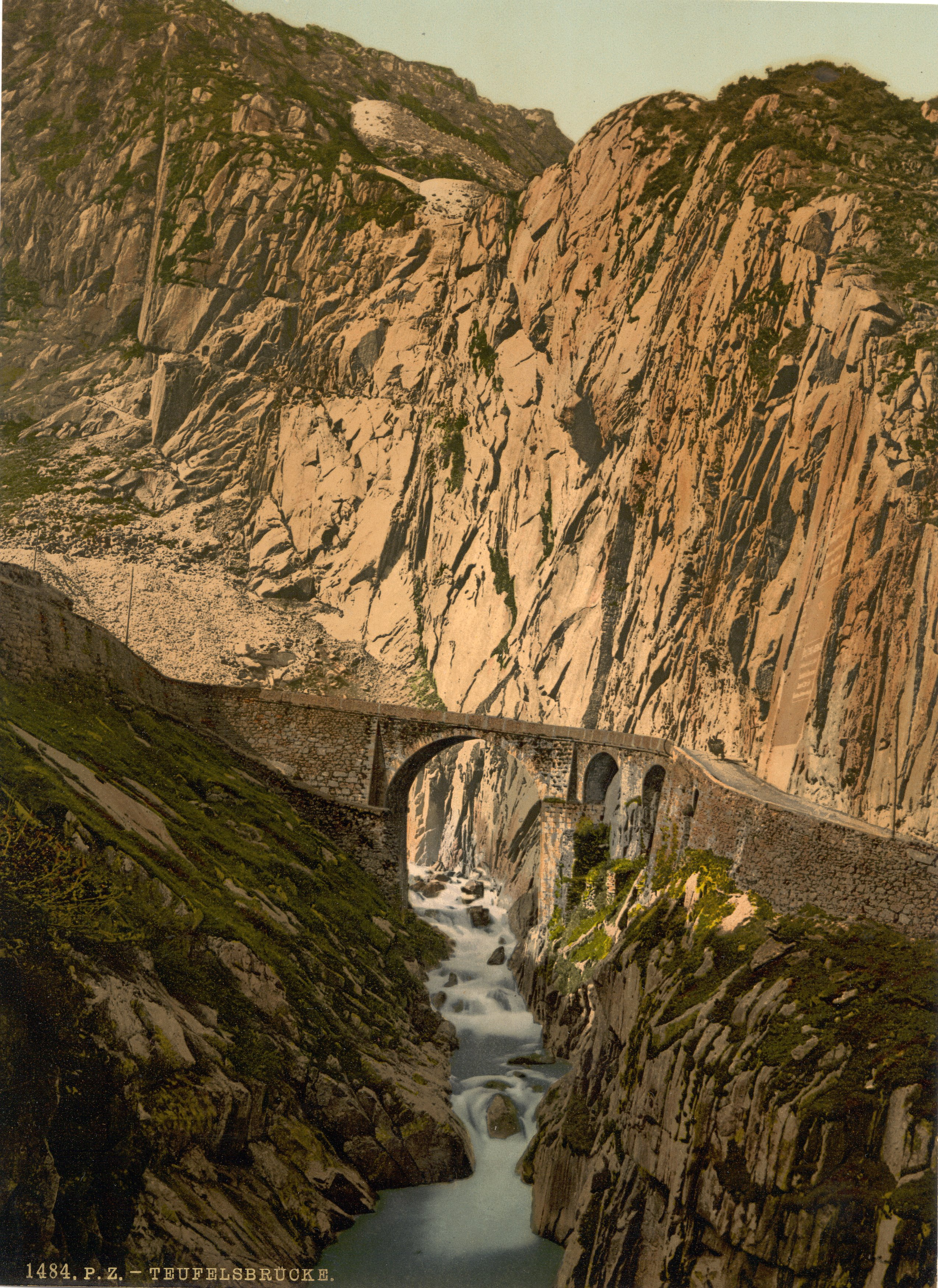
Le deuxième pont du Diable, vers 1900.

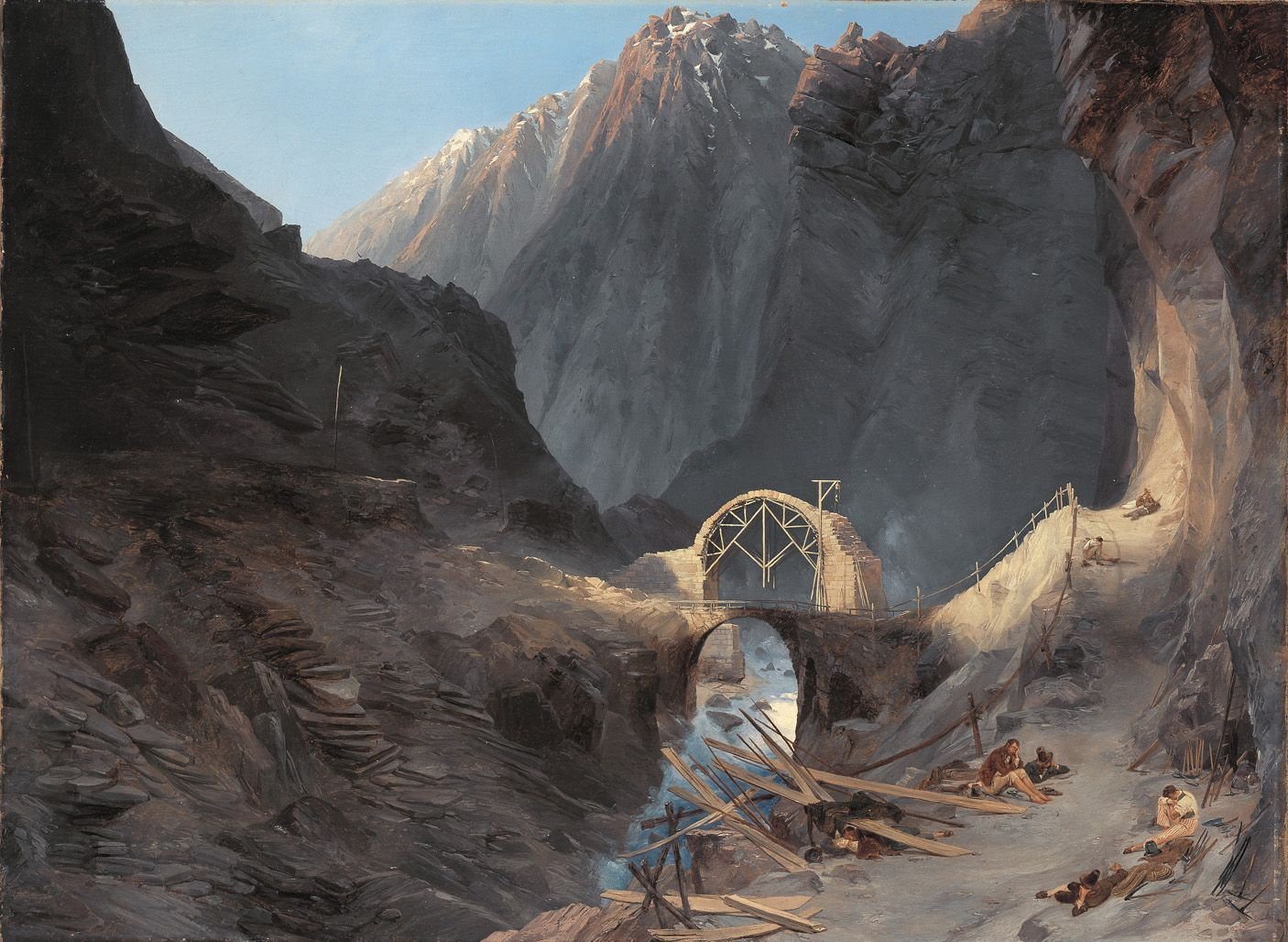
Construction du second pont du Diable (Carl Blechen, vers 1830).

Après la fin des guerres napoléoniennes en 1815, le canton d'Uri connut des difficultés économiques. Faute de fonds, le pont et la route du col ne purent être rouverts, et la circulation vers le sud fut de plus en plus détournée par le col du Splügen. Ce n'est qu'en 1820 que le contrat pour la construction du deuxième pont du Diable fut attribué. L'ouvrage fut achevé après dix ans de travaux et existe toujours. Il est aujourd'hui utilisé par la circulation non motorisée et fait partie, entre autres, de la Route Nord-Sud, qui est la troisième piste cyclable nationale suisse. Elle part de Bâle et traverse Aarau, Lucerne, Andermatt et, par le col du Saint-Gothard, rejoint Bellinzone et Lugano, jusqu'à Chiasso. Elle s'étend sur 365 kilomètres et grimpe à 3 200 mètres.

### Chemin de fer des Schöllenen (1917)

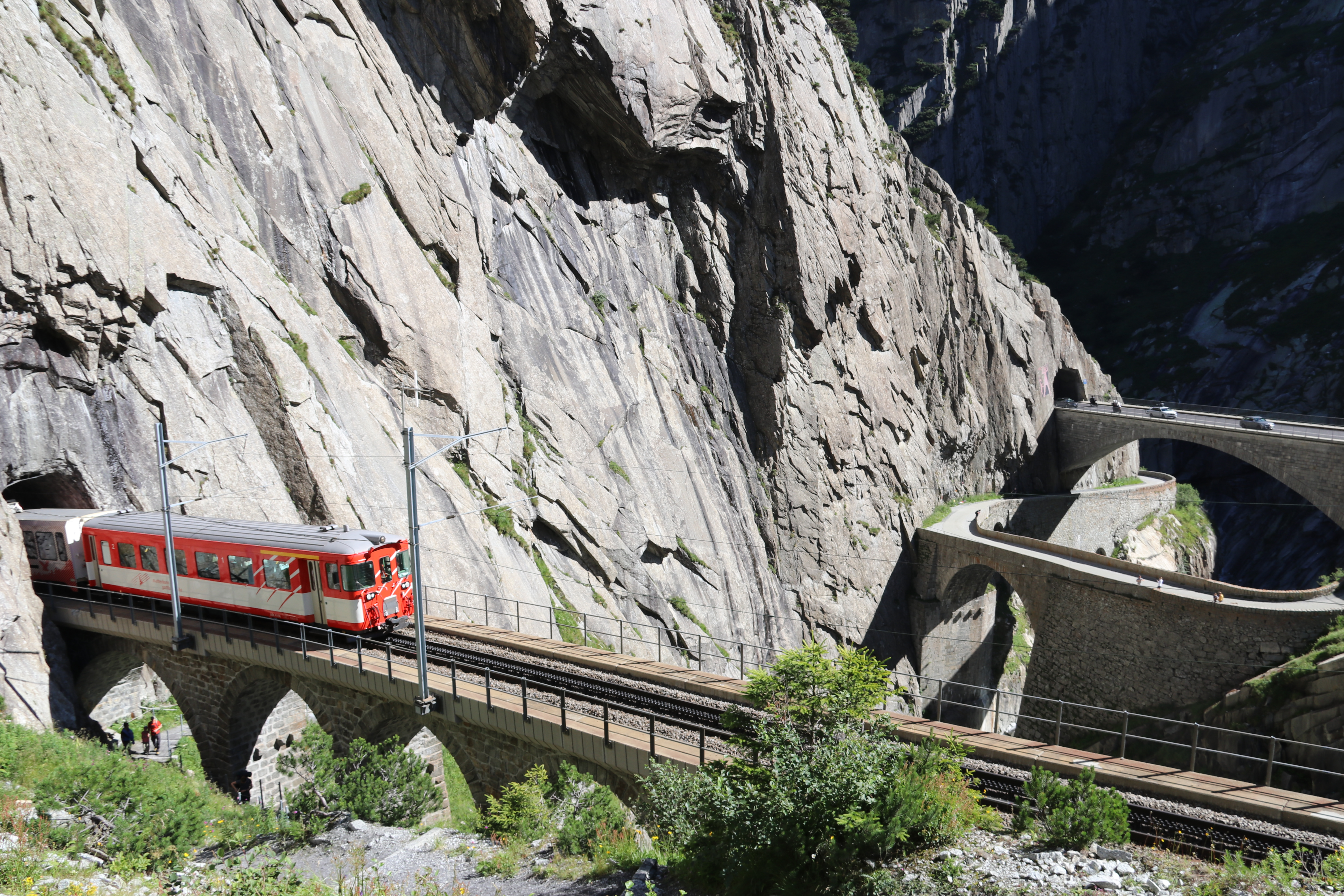
Le pont du chemin de fer à crémaillère et les deux ponts routiers.

La ligne de la Schöllenenbahn, d'une longueur d'environ quatre kilomètres, sert depuis 1917 de deuxième voie de transport reliant Göschenen à Andermatt. La ligne de chemin de fer à crémaillère a une pente maximale de 179 pour mille.

### Projets de barrage (1920-1954)
Entre 1920 et 1944, plusieurs projets de centrales hydroélectriques furent développés. Ils auraient nécessité la construction d'un barrage de 208 mètres de haut sur l'Urnerloch. Ce barrage aurait créé un réservoir dans la vallée de l'Urseren, nécessitant le déplacement des villages d'Andermatt, Hospental et Realp, affectant environ 2 000 personnes. Face à la résistance des populations locales, le projet de centrale d'Urseren fut abandonné en 1954. Une prise d'eau destinée à la centrale de Göschenen fut construite à l'Urnerloch.

### Troisième pont du Diable (1958)

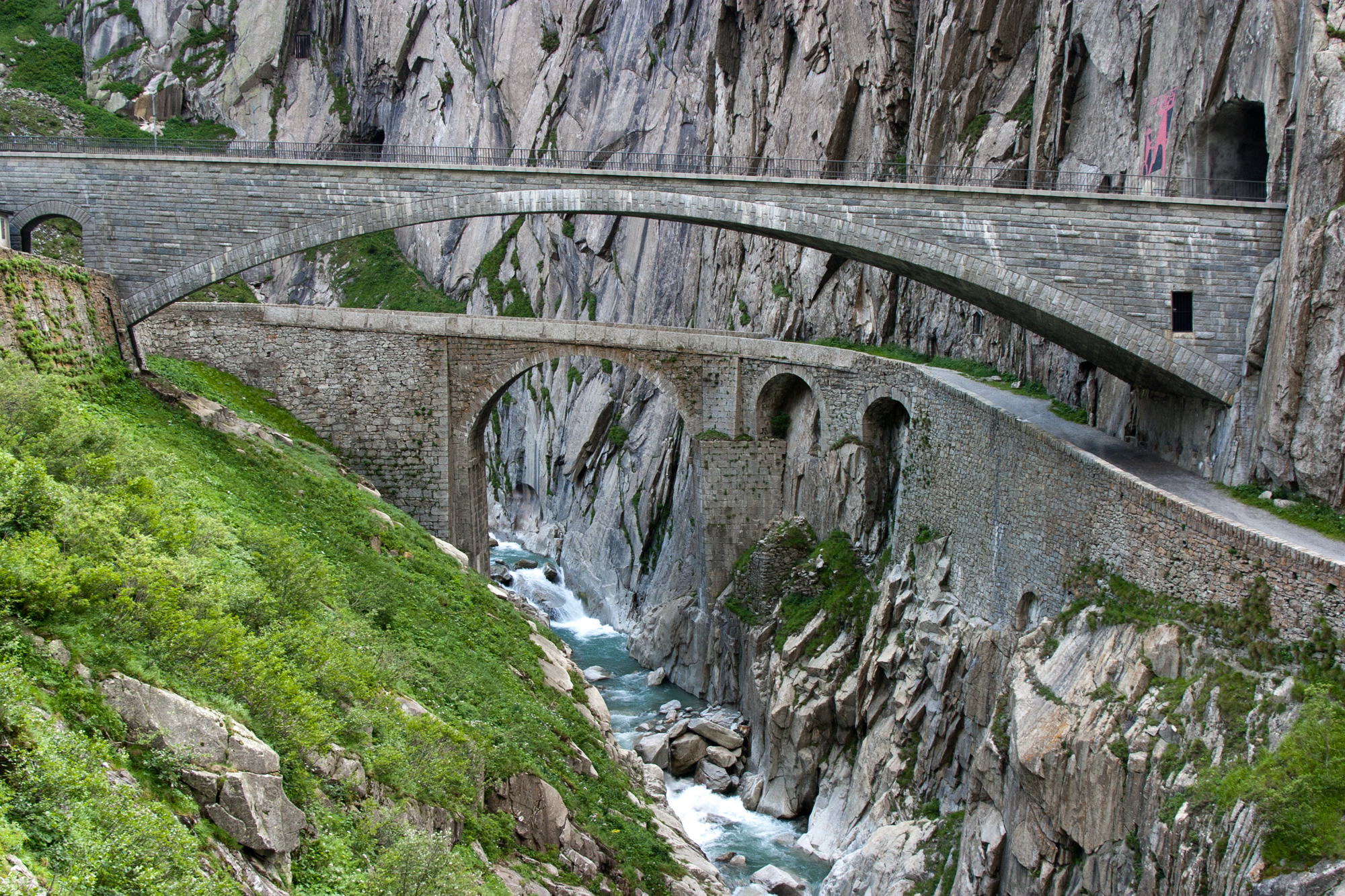
Le deuxième pont du Diable (arrière-plan) et le troisième (avant-plan) dans les gorges de Schöllenen. Au centre, les fondations du premier pont.

Au milieu du XXe siècle, le deuxième pont du Diable et la route étroite ne suffisaient plus à la circulation moderne. En 1958, le troisième pont du Diable fut inauguré, à environ 30 mètres à l'est du deuxième pont et légèrement plus haut, menant directement au nouveau tunnel de Fadegg. Doté de deux voies, il permettait de mieux gérer la croissance du trafic.
Au-dessus du pont, une représentation saisissante du diable, réalisée à l'huile en 1950 par le peintre uranais Heinrich Danioth, est gravée sur la paroi rocheuse. En 2008, l'image rouge a été vandalisée à la peinture à l'huile bleue, puis entièrement restaurée à l'été 2009.

## Art

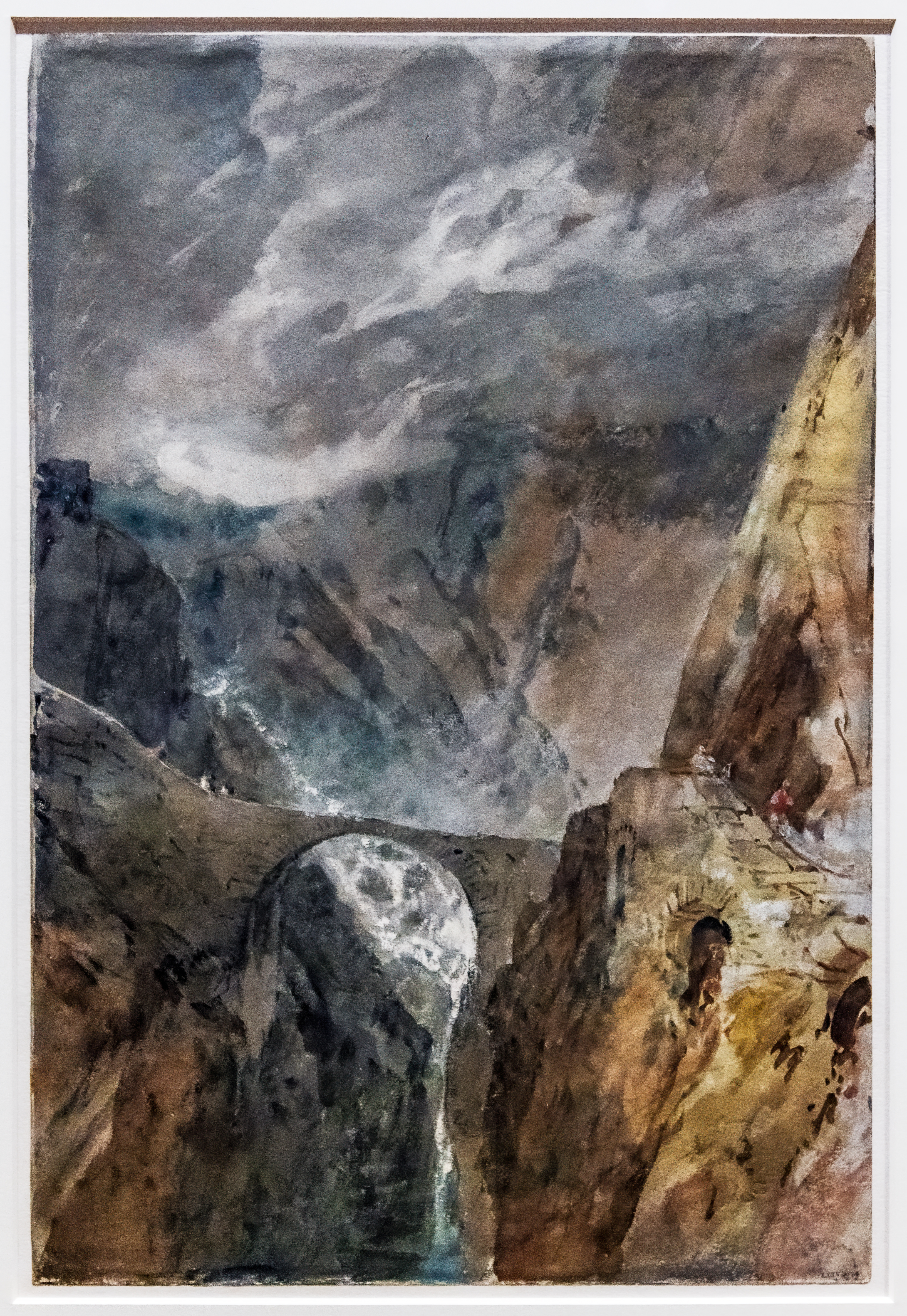
Le premier pont, par William Turner, 1802.

Une représentation du diable exécutée à la peinture à l’huile par le peintre uranais Heinrich Danioth (de) orne la paroi rocheuse, juste à gauche de l’entrée du tunnel prolongeant le troisième pont.

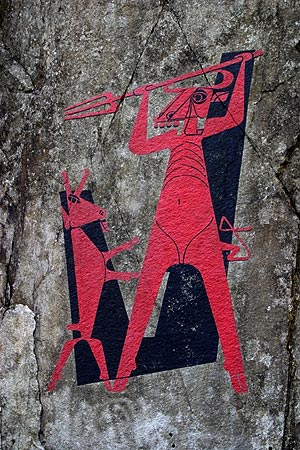
Le diable peint sur la muraille.

Les réalisateurs suisses Nag et Gisèle Ansorge lui ont consacré un film d'animation en 1959. Réalisé grâce à des poupées fabriquées par Gisèle Ansorge, Le pont du diable a été présenté au Festival d'Annecy en 1960.

## Légende
L'origine du pont est associée à une légende. Les habitants voulaient construire un nouveau pont en pierre. Un étranger se proposa pour ce labeur mais exigea en échange la vie de la première âme qui traverserait l'ouvrage. Les habitants acceptèrent et le pont fut construit en trois jours mais personne ne l'emprunta : les gens s'étaient rendu compte qu'ils avaient eu affaire au diable. Quelqu'un envoya alors un bouc pour traverser le pont. Le diable, hors de lui, voulait jeter un rocher pour détruire le pont et punir les Uranais mais il manqua sa cible. Une variante de l'histoire dit qu'une femme pieuse traça une croix sur la pierre ce qui découragea le diable qui prit la fuite en lâchant le bloc. Le rocher roula dans toutes les gorges et s’arrêta en dessous de Göschenen, où la « Pierre du diable » est toujours visible. 

### La pierre du Diable

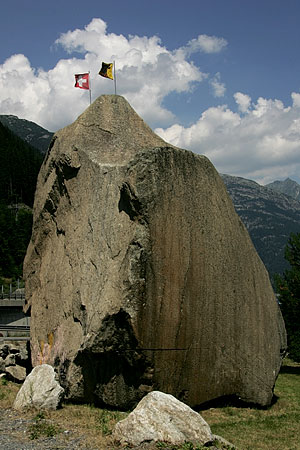
La « pierre du Diable »

Le bloc d'environ 2 200 tonnes et 12 mètres de haut fut déplacé de 127 mètres en 1977 afin de laisser la place au chantier de l’autoroute du Gothard, l'opération coûta 300 000 francs suisses. La légende persiste puisque l'augmentation du nombre d'accidents au kilomètre 16 de l'autoroute est attribuée par certains à la « Pierre du Diable ». 
Cette pierre est utilisée comme symbole de la Suisse en 1657.